# Grigori Bakhtchivandji
Grigori Iakovlevitch Bakhtchivandji (en russe : Григорий Яковлевич Бахчиванджи) est un aviateur soviétique, né le 20 février 1908 et mort le 27 mars 1943. Pilote d'essai, il s'illustra brièvement comme pilote de chasse pendant la Seconde Guerre mondiale, et trouva la mort en effectuant les essais d'un prototype d'avion à réaction. Il fut distingué par le titre de Héros de l'Union soviétique.

## Carrière
Grigori Bakhtchivandji est né le 20 février 1908 à Brinkovskaïa, aujourd'hui Primorsko, un village du kraï de Krasnodar. Il commença sa carrière professionnelle comme mécanicien de locomotive avant d'être appelé à servir dans les rangs de l'Armée rouge en 1931. Il fut breveté pilote en 1934, après avoir successivement suivi les cours d'une école du génie militaire (1932-1933) puis du collège militaire de l'Air d'Orenbourg (1933-1934), avant de se spécialiser comme pilote d'essai.
Dès l'invasion allemande de l'Union soviétique, en juin 1941, tous les pilotes d'essai soviétiques furent regroupés au sein de trois régiments aériens, dont deux de chasseurs, créés dans l'urgence. Grigori Bakhtchivandji fut nommé chef d'escadrille dans l'une de ces unités, le 402.IAP (régiment de chasse aérienne), équipé de MiG-3, et qui fut opérationnel dès le 28 juin 1941. Au cours des six semaines suivantes, il devait obtenir 10 victoires aériennes, se révélant l'un des meilleurs pilotes du front. 
Liste de ses succès (1941) :
- 4 juillet : 2 appareils abattus
- 7 juillet : 1 Ju-88 abattu en coopération
- 8 juillet : 1 Bf.110
- 9 juillet : 1 Ju-88
- 10 juillet : 1 He-126 abattu en coopération
- 30 juillet : 2 Bf-109 abattus en coopération
- 2 août : 1 Ju-88

En août (1941) il dut reprendre son travail de pilote d'essai. Et c'est au cours d'un test aérien sur un prototype d'avion à réaction, le Bolkhovitinov BI-1, conçu par les ingénieurs Berezniak et Isaïev, qu'il devait trouver la mort le 27 mars 1943 à Sverdlovsk.
Déjà titulaire de l'ordre de Lénine, décerné le 15 mai 1942, il ne devait être décoré du titre de Héros de l'Union soviétique que 30 ans plus tard, en 1973.

## Palmarès et décorations

### Tableau de chasse
Grigori Bakhtchivandji est crédité de 10 victoires homologuées, dont 5 individuelles et 5 en coopération, obtenues au cours de 65 missions de guerre et 26 combats aériens, le tout représentant 45 heures et 5 minutes de vol.

### Décorations
- Héros de l'Union soviétique le 28 avril 1973, à titre posthume
- Deux fois décoré de l'ordre de Lénine
- (11786) Bakhchivandji, astéroïde